# Strümpell-Zeichen
Beim Strümpell-Zeichen oder Strümpell-Reflex (nach Adolf von Strümpell) handelt es sich um eines der sog. Pyramidenbahnzeichen, die auf eine Schädigung zentraler Motorneurone hindeuten.
Bei Beugung im Kniegelenk gegen Widerstand, erfolgt, wie bei den anderen Pyramidenbahnzeichen auch, eine tonische Dorsalextension der Großzehe sowie häufig eine Spreizung der Zehen II bis V.
Weitere Pyramidenbahnzeichen sind die Reflexe nach Joseph Babinski (Babinski-Reflex), Gordon (Gordon-Reflex), Hermann Oppenheim (Oppenheim-Reflex) und Chaddock (Chaddock-Reflex), die gelegentlich auch als Reflexe der Babinski-Gruppe bezeichnet werden.
Diese Reflexe sind beim Neugeborenen und Säugling physiologisch, beim Erwachsenen obligat pathologisch.